# Georg Leuschner
Georg Leuschner (* in Grimma; † 20. April 1626) war ein kursächsischer Leibarzt.

## Leben
Leuschner immatrikulierte sich im Wintersemester 1556 an der Universität Leipzig. Sein Vater, Christoph Leuschner, wurde 1565 zum kursächsischen Leibarzt berufen. Im Jahr 1584 wurde Georg Leuschner zum Hofarzt ernannt. In seiner Bestallung erhielt er die Anweisung, sich bei Behandlungen mit dem Leibarzt Kohlreuter oder dessen Kollegen abzustimmen. Sein Gehalt von 100 Talern für die Betreuung des Hofgesindes war verhältnismäßig gering, was darauf hinweist, dass er innerhalb der Hierarchie der Hofärzte eine eher untergeordnete Stellung innehatte.
Im Jahr 1593 forderte die Kurfürstenwitwe Sophie von Brandenburg die Entfernung des bisherigen Leibarztes Kohlreuter, was zu Leuschners Ernennung zum Leibarzt ihrer Kinder führte. 1598 behandelte er Kurfürst Johann Georg wegen einer jährlich auftretender Blase am Oberschenkel. Im folgenden Jahr verschrieb er Prinz Ernst einen Trank gegen eine leichte Erkrankung. Als Prinz August ab 1603 sein Studium in Wittenberg begann, reiste Leuschner regelmäßig dorthin, um den Prinzen medizinisch zu betreuen.
Am 8. August 1611 wurde Georg Leuschner erneut als Leibarzt von Kurfürst Johann Georg I. und dessen Bruder August bestellt, mit einer Honorierung von 500 Florin, jedoch ohne die sonst übliche Bereitstellung von Brennholz, eine Vergünstigung, die seinen gleichzeitig angestellten Kollegen Dörer, Cocus und Belzar gewährt wurde. Zusätzlich wurde sein Verantwortungsbereich ungewöhnlich erweitert, da auch die Geschwister des Kurfürsten zu seinen Patienten zählten. Zusammen mit seinem Kollegen Pelzer wurde er am 15. August desselben Jahres vereidigt. Ende 1619, als in Weidenhain bei Merseburg Mitglieder der kurfürstlichen Familie an Pocken erkrankten, wurde trotz seiner und Dörers Anwesenheit zusätzlich der Leibarzt Georg Belzar hinzugezogen, was seine untergeordnete Rolle verdeutlicht.

## Familie
Georg Leuschner hatte eine Tochter namens Margarethe, die 1618 Jonas Möstel, einen Leipziger Juristen, und später, im Jahr 1635, den wohlhabenden Kaufmann Georg Ayrman heiratete. Darüber hinaus ist es möglich, dass er zwei Söhne hatte: Johannes, der sich im Oktober 1605 an der Universität Wittenberg einschrieb, und Georg, der dort im März 1620 immatrikuliert wurde.